# Любанский сельсовет (Минская область)
Любанский сельсовет — административная единица на территории Вилейского района Минской области Республики Беларусь.

## География
Сельсовет граничит с городом Вилейка и Куренецким, Осиповичским, Нарочанским, Ижским сельсоветами Вилейского района, а также Узлянским сельсоветом Мядельского района. По территории Любанского сельсовета проходит трасса республиканского значения Р28 Минск—Молодечно—Мядель.

## История
На территории нынешнего Любанского сельсовета 12 октября 1940 годы были образованы Коловичский, Кузьмичский и Талутский сельские Советы.
16 июля 1954 года Талутский сельский Совет вошел в состав Кузьмичского сельсовета.
16 августа 1973 года Кузьмичский сельсовет был переименован в Журихский (центр сельсовета был перенесен в д. Журихи).
28 июля 1980 года Коловичский сельский Совет переименован в Любанский (центр сельсовета перенесен в д. Любань).
13 апреля 1981 года в состав Любанского вошёл Журихский сельский Совет.

## Состав
Любанский сельсовет включает 32 населённых пункта:
- Бильцевичи — деревня.
- Будки — деревня.
- Бутримово — деревня.
- Довборово — деревня.
- Дядичи — деревня.
- Желтки — деревня.
- Жерствянка — деревня.
- Журихи — деревня.
- Заозерье — деревня.
- Казаны — деревня.
- Карвели — деревня.
- Коловичи — деревня.
- Короткие — деревня.
- Красный Берег — деревня.
- Кузьмичи — деревня.
- Кульшино — деревня.
- Лески — деревня.
- Любань — агрогородок.
- Любовши — деревня.
- Новики — деревня.
- Новые Зимодры — деревня.
- Островы — деревня.
- Порса — деревня.
- Сивцы — деревня.
- Снежково — деревня.
- Стебераки — деревня.
- Студенки — деревня.
- Сухари — деревня.
- Талуть — деревня.
- Туровщина — деревня.
- Цынцевичи — деревня.
- Цна — деревня.

## Демография
По состоянию на 2011 год на территории сельсовета находилось 1339 домохозяйств, проживающих — 2916 человек, в том числе:
- детей до 16 лет — 429
- трудоспособного возраста — 1561
- старше трудоспособного возраста — 926

## Производственная сфера
На территории сельсовета расположены:
- ОАО «Новая Любания»
- Подсобное хозяйство «Талуть» ОАО «Вилейский райагросервис»
- ГСХУ «Вилейская стортоиспытательная станция»
- Участок ГУП «Вилейское ЖКХ»
- Участок РКУП «Вилейский водоканал»

## Социально-культурная сфера
- Здравоохранение: 3 ФАПа (Коловичский, Кузьмичский, Талутский), Любанская врачебная амбулатория.
- Образование: ГУО «Любанская общеобразовательная средняя школа», Любанский детский сад, Любанская детская школа искусств.
- Культура: Любанский СДК, Талутский дом н6ародного творчества, Коловичский Дом мастеров, Журихский сельский клуб, 3 библиотеки.